# Liste der denkmalgeschützten Objekte in Jáchymov
Grundlage dieser Liste der denkmalgeschützten Objekte in Jáchymov ist die ÚSKP-Liste (Ústřední seznam kulturních památek České republiky, deutsch Zentrale Liste der Kulturdenkmäler der Tschechischen Republik), die von der tschechischen Denkmalschutzbehörde NPÚ (Národní památkový ústav, deutsch Nationale Denkmalbehörde) seit 1987 geführt wird und an die seit dem Jahr 1850 geschaffenen Listen anschließt.

## Jáchymov(Sankt Joachimsthal)
| Lage | Objekt                                                                                        | Beschreibung | ÚSKP-Nr.                  | Bild                                |
| --- | --------------------------------------------------------------------------------------------- | --- | ------------------------- | ----------------------------------- |
| Jáchymov, náměstí Republiky (Standort)                                                                         | Kirche St. Joachim und St. Anna (Kostel svatého Jáchyma a svaté Anny)                         | Kirche St. Joachim und St. Anna. Die erste lutherische Kirche in den böhmischen Ländern, ursprünglich ein einschiffiges Gebäude, das 1534–1540 vom Baumeister Hans Kopp erbaut wurde. Nach dem Brand der Stadt im Jahr 1873 wurde sie nach dem Entwurf des Architekten Josef Mocker in Form eines dreischiffigen Kirchenschiffs erneuert. | 18875/4-832 Info Katalog  | weitere Bilder                      |
| Jáchymov, náměstí Republiky (Standort)                                                                         | Dreifaltigkeitssäule (Sloup Nejsvětější Trojice)                                              | Dreifaltigkeitssäule – Säule mit einer Skulpturengruppe der Heiligen Dreifaltigkeit. Die hochbarocke Granitsäule mit einer Sandsteinskulptur wurde 1703 vom Schlackenwerther Bildhauer Zeidler auf Initiative des örtlichen Bergarbeiterverbands geschaffen. Auf der Abdeckplatte des Säulenkopfes befindet sich eine Plastikgruppe des stehenden Gott Vaters, der ein Kreuz mit der Halbfigur Christi hält, zu deren Füßen sich eine fliegende Taube befindet. Rund um die Säule stehen vier Sandsteinstatuen auf Granitsockeln: die Jungfrau Maria mit gefalteten Händen in einem reich gefalteten Gewand, St. Josef mit dem Kind im Arm, dahinter eine Statue der hl. Anna, die ein Kind trägt, und des hl. Joachim. | 23122/4-859 Info Katalog  | weitere Bilder                      |
| Jáchymov, náměstí Republiky (Standort)                                                                         | Nepomukstatue                                                                                 | Statue des hl. Johannes von Nepomuk. Hochbarocke Sandsteinstatue von 1730 vom Schlackenwerther Bildhauer Zeidler, etwas kleiner als Lebensgröße, auf einem massiven dreieckigen Sockel. | 23322/4-860 Info Katalog  | weitere Bilder                      |
| náměstí Republiky 1 (Standort)                                                                                 | Rathaus                                                                                       | Rathaus – ursprünglich das Haus von Hieronymus Schlick (1494–1550), das 1531 vom Stadtrat gekauft und 1538–1544 nach dem Stadtbrand erheblich erweitert wurde. Das Gebäude wurde in den Jahren 1901/02 im Stil des Späthistorismus mit Jugendstilelementen in seine heutige Form gebracht. Das freistehende zweistöckige Gebäude besteht aus drei Abschnitten: 1. Nordflügel zum Platz, 2. verbindender Mittelflügel und 3. Südflügel zur angrenzenden Gasse. Zwischen dem Nord- und dem Mittelflügel ist ein Turm eingebaut. | 34416/4-837 Info Katalog  | weitere Bilder                      |
| Jáchymov, náměstí Republiky 2 (Standort)                                                                       | Bürgerhaus Náměstí Republiky Nr. 2                                                            | Bürgerhaus mit Renaissancekern, das mehrfach umgebaut wurde und nach dem Brand von 1873 nach den Plänen von Franz Siegel erneuert wurde. | 10376/4-4873 Info Katalog | weitere Bilder                      |
| Jáchymov, náměstí Republiky 4 (Standort)                                                                       | Herrenhaus Náměstí Republiky Nr. 4                                                            | Herrenhaus mit einem Renaissancekern aus der Zeit um 1520, das Wilhelm und Peter Wok von Rosenberg gehörte. Das zweistöckige Haus in geschlossener Bebauung mit rechteckigem Grundriss und Innenhof hat eine Fassade mit unregelmäßig angeordneten Fenstern und ein Satteldach mit sieben Dachgauben. | 25982/4-839 Info Katalog  | weitere Bilder                      |
| Jáchymov, náměstí Republiky 8 (Standort)                                                                       | Bürgerhaus Náměstí Republiky Nr. 8                                                            | Bürgerhaus aus der Zeit um 1520, das nach örtlicher Überlieferung direkt dem Stadtgründer Stephan Schlick (1487–1526) gehörte. Das Steinportal des Hauses trägt noch spätgotische Elemente und ist eines der ältesten in St. Joachimsthal. | 24536/4-840 Info Katalog  | weitere Bilder                      |
| Jáchymov, náměstí Republiky 10 (Standort)                                                                      | Patrizierhaus Náměstí Republiky Nr. 10                                                        | Das Patrizierhaus stammt vermutlich aus der Zeit um 1540, später wurde es im Barock (Portal um 1710) und nach dem Brand von 1873 umgebaut. Der Grundriss ist in der Renaissanceform erhalten geblieben. | 24713/4-841 Info Katalog  | weitere Bilder                      |
| Jáchymov, náměstí Republiky 11 (Standort)                                                                      | Patrizierhaus Náměstí Republiky Nr. 11                                                        | Patrizierhaus mit einem Renaissancekern aus der Zeit um 1540. Nach dem Brand von 1873 wurde es mit Elementen der Windsor-Gotik in seine heutige Form gebracht. Dabei wurde der Grundriss des Hauses in der ursprünglichen dreiflügeligen Renaissance-Form beibehalten. | 29033/4-842 Info Katalog  | weitere Bilder                      |
| Jáchymov, náměstí Republiky 12 (Standort)                                                                      | Patrizierhaus Náměstí Republiky Nr. 12                                                        | Patrizierhaus mit einem Renaissancekern, eines der wenigen authentisch erhaltenen Beispiele der Häuser vom Beginn des 16. Jahrhunderts in St. Joachimsthal. | 36760/4-843 Info Katalog  | weitere Bilder                      |
| Jáchymov, Mincovní 33 (Standort)                                                                               | Münze – Mincovní Nr. 33 včetně historického podzemí                                           | Stadthaus mit erhaltenem, historischem Bergbaustollen. Das Haus hat im Kern einen Renaissance-Ursprung und wurde im Barockstil und vermutlich nach dem Brand von 1873 erneuert. Direkt vom Haus aus befindet sich ein Zugang zum Stollen, einem der ältesten Stollen in St. Joachimsthal aus dem Jahr 1517–1520. | 11346/4-5078 Info Katalog | weitere Bilder                      |
| Jáchymov, náměstí Republiky 37, Mincovní (Standort)                                                            | Königliche Münze (Královská mincovna)                                                         | Königliche Münzstätte, gegründet im Jahr 1520 von den Schliks, wurde sie nach 1528 zur königlichen Münzstätte. In den Jahren 1533–1536 umgebaut und anschließend bis zum 19. Jahrhundert von drei Bränden heimgesucht. Die derzeitige Form des Gebäudes ist daher das Ergebnis mehrerer Bauperioden. (Nationales Kulturdenkmal Tschechiens). | 20110/4-838 Info Katalog  | weitere Bilder                      |
| Jáchymov, in der Nähe der ehem. Königlichen Münze (Standort)                                                   | Bildstock                                                                                     | Bildstock der hl. Passion aus Sandstein in gotischer Form mit Granitsäule aus dem Jahr 1731. Am Kopf des Bildstocks befinden sich Relieffiguren eines unbekannten Künstlers. Im viereckigen Sockel mit einer profilierten Abdeckplatte ist das Christus-Monogramm von 1731 eingraviert und über dem Sockel eine toskanische Säule mit einem prismatischen Tabernakel und abgeschrägten Kanten. Auf seinen Seiten in einem flachen Relief Maria mit Jesus im Tempel, Flucht nach Ägypten und Golgatha. Ursprünglich vor dem Kurhaus Radium Palace, seit 1998 in der Nähe der ehemaligen Königlichen Münze. | 28706/4-861 Info Katalog  | weitere Bilder                      |
| Jáchymov, náměstí Republiky če. 21, Bezručův vrch (Standort)                                                   | Bürgerhaus Náměstí Republiky Nr. 21                                                           | Stadthaus mit Renaissancekern im Barockstil. Nach dem Brand von 1873 hat es das heutige Aussehen erhalten. | 33543/4-845 Info Katalog  | weitere Bilder                      |
| Jáchymov, náměstí Republiky 72 (Standort)                                                                      | Dekanat                                                                                       | Stadthaus – ehemaliges Dekanat. Das Haus stammt wahrscheinlich aus der Zeit vor 1538. Ursprünglich ein Zehnthaus, diente es als Verwaltungs- und Wohnhaus eines Zehnt-Einnehmers von den Bergwerken. Nach dem Brand von 1782 wurde durch den königlichen Zehnt-Einnehmer Johann Mießl von Zeileisen (1733–1802) ein barocker Umbau vorgenommen. | 18685/4-846 Info Katalog  | weitere Bilder                      |
| Jáchymov, náměstí Republiky 73 (Standort)                                                                      | Bürgerhaus Náměstí Republiky Nr. 73                                                           | Im Kern ein Renaissance-Haus, das im Barockstil und im 19. Jahrhundert umgebaut wurde. Im Jahr 1861 richtete die Kongregation der Barmherzigen Schwestern des Karl von Borromäus hier ein Kloster ein und erbaute im Hof einen zusätzlichen Flügel mit einer neugotischen Kapelle. Die heutige Form stammt aus dem Jahr 1905 nach dem Umbau durch den Baumeister Franz Rehn. | 30994/4-3586 Info Katalog | weitere Bilder                      |
| Jáchymov, Mathesiova 117 (Standort)                                                                            | Stadthaus Mathesiova Nr. 117                                                                  | Stadthaus in geschlossener Bebauung auf einem L-förmigen Grundriss, bestehend aus einem Vorderhaus und dem Torso des Seitenflügels. Das Haus wurde in den 1640er Jahren erbaut und danach einem spätbarocken Umbau unterzogen. Es besitzt Stuck und gemalte Dekorationen aus verschiedenen Epochen. | 20715/4-848 Info Katalog  | weitere Bilder                      |
| Jáchymov, Mathesiova 126 (Standort)                                                                            | Bürgerhaus Mathesiova Nr. 126                                                                 | Bürgerhaus aus der Mitte des 16. Jahrhunderts, gehörte dem Bürgermeister Johann Müller, dessen Wappen das Tympanon des Eingangsportals trägt. Es wurde nach dem Stadtbrand im Jahr 1873 in seine heutige Form gebracht. Das Gebäude diente auch als Stadtgefängnis, aus dieser Zeit sind drei Gefängnistüren aus Blech erhalten geblieben. | 22143/4-849 Info Katalog  | weitere Bilder                      |
| Jáchymov, náměstí Republiky 127 (Standort)                                                                     | Pfarrhaus Náměstí Republiky Nr. 127                                                           | Spätrenaissance-Haus aus den 1530er- bis 1550er Jahren, nach dem Brand der Stadt Ende des 19. Jahrhunderts und der Veränderung der Fassade in der zweiten Hälfte des 20. Jahrhunderts wurde das Aussehen erheblich verändert. | 104230 Info Katalog       | weitere Bilder                      |
| Jáchymov, náměstí Republiky če. 97 (Standort)                                                                  | Bürgerhaus Náměstí Republiky Nr. 97                                                           | Bürgerhaus mit Renaissancekern, renoviert nach dem Stadtbrand von 1873 und im Jugendstil zu Beginn des 20. Jahrhunderts umgebaut. | 101259 Info Katalog       | Bürgerhaus Náměstí Republiky Nr. 97 |
| Jáchymov, náměstí Republiky 133 (Standort)                                                                     | Bürgerhaus Náměstí Republiky Nr. 133                                                          | Renaissance-Haus in geschlossener Bebauung, vermutlich aus der ersten Hälfte des 16. Jahrhunderts mit Veränderungen nach dem Brand von 1873, als es neben der neuen Dachkonstruktion auch eine neue Neorenaissance-Fassade erhielt. | 105725 Info Katalog       | weitere Bilder                      |
| Jáchymov, náměstí Republiky 134 (Standort)                                                                     | Bürgerhaus Náměstí Republiky Nr. 134                                                          | Urspr. ein Stadthaus aus der Renaissancezeit mit der größten Stadterweiterung der königlichen Bergstadt im 16. Jahrhundert. Es wurde in der zweiten Hälfte des 19. Jahrhunderts und in der ersten Hälfte des 20. Jahrhunderts umgebaut. Das Haus ist ein Beispiel für die traditionelle Grundrissform der Joachimsthaler Häuser. | 105788 Info Katalog       | weitere Bilder                      |
| Jáchymov, náměstí Republiky 143 (Standort)                                                                     | Bürgerhaus Náměstí Republiky Nr. 143                                                          | Bürgerhaus mit Innenhof und Hinterhaus, ursprünglich ein zweistöckiges Haus mit einem Renaissancekern aus der Zeit um 1520. Nach örtlicher Überlieferung gehörte es dem obersten Münzmeister und Berghauptmann von St. Joachimsthal Heinrich von Könneritz (1483–1551). | 45389/4-852 Info Katalog  | weitere Bilder                      |
| Jáchymov, náměstí Republiky 145 (Standort)                                                                     | Patrizierhaus Náměstí Republiky Nr. 145                                                       | Patrizierhaus mit einer Fassade im spätbarocken bzw. rokokoartigen Stil aus der Zeit um 1760. Der Eingang ist mit einem spätbarocken Portal mit dem Wappen der Familie Zeileisen ausgestattet. Ein altes Renaissanceportal aus dem abgerissenen Haus Nr. 139 aus dem Jahr 1541 wurde auf der rechten Seite neu eingebaut. | 23730/4-853 Info Katalog  | weitere Bilder                      |
| Jáchymov, náměstí Republiky 146 (Standort)                                                                     | Patrizierhaus Náměstí Republiky Nr. 146                                                       | Patrizierhaus aus der Zeit der ersten Hälfte des 16. Jahrhunderts, es wurde 1555 von dem Spediteur Hans Pock umgebaut. Eingangsportal mit Sitzen und Konsolen, Reliefs und dem Wappen von Hans Pock aus dem Jahr 1555. | 27680/4-854 Info Katalog  | weitere Bilder                      |
| Jáchymov, náměstí Republiky 270 (Standort)                                                                     | Patrizierhaus Náměstí Republiky Nr. 270                                                       | Patrizierhaus mit Renaissancekern aus der Zeit um 1543, Eingangsportal im Stil der sächsischen Renaissance aus dem Jahr 1543. Das Haus wurde nach dem Großbrand der Stadt 1873 umgebaut. | 22652/4-855 Info Katalog  | weitere Bilder                      |
| Jáchymov, náměstí Republiky 282 (Standort)                                                                     | Bürgerhaus Náměstí Republiky Nr. 282                                                          | Bürgerhaus mit Seitenflügel. Das klassizistische Haus wurde nach dem Brand von 1873 in seine heutige Form gebracht. Seit 1906 befand sich hier das älteste Radon-Bad in St. Joachimsthal, geführt von Dr. Leopold Gottlieb, der hier seine Praxis hatte. Das zweistöckige Eckhaus mit Satteldach und zwei Dachgauben hat einen langen Seitenflügel (ohne besonderen Wert). In diesem sind zwei Originalkabinen erhalten, in denen seit 1906 die Behandlungen durchgeführt wurden. | 40984/4-856 Info Katalog  | weitere Bilder                      |
| Jáchymov, náměstí Republiky 292 (Standort)                                                                     | Patrizierhaus Náměstí Republiky Nr. 292                                                       | Patrizierhaus des Schreibers Wolf Thiel mit einem Renaissanceportal vom Ädikula-Typ aus dem Jahr 1543, im Stil der frühen sächsischen Renaissance aus dem Umkreis des Jörg von Bamberg. Das Aussehen hat die Renaissance-Formen bewahrt. | 18155/4-857 Info Katalog  | weitere Bilder                      |
| Jáchymov, náměstí Republiky, Havlíčkova (Standort)                                                             | Annenkapelle (Kaple svaté Anny)                                                               | Klassizistische Annenkapelle von 1778 an der Stelle eines ursprünglichen Holzgebäudes erbaut., mit rechteckigen Grundriss von 12 × 9 Metern, einem geraden Anschluss und abgeschrägten Ecken. Nach dem Brand von 1873 wurde die Kapelle restauriert. | 37428/4-835 Info Katalog  | weitere Bilder                      |
| Jáchymov, náměstí Republiky, hinter dem Haus Nr. 496, Hornická (Standort)                                      | Mundloch des ersten Bergbaustollens, genannt „Fundgrube“ (Vyústění Nálezné štoly)             | Mundloch des ersten Bergbaustollens, genannt „Fundgrube“ (Nálezná). Ehem. Eingang zum Bergbaustollen in der Stützmauer im Hof hinter dem Haus Nr. 496. Er ist historisch gesehen der wichtigste Stollen, da hier der erste Silbererzfund in St. Joachimsthal im 16. Jahrhundert dokumentiert ist. Die Umstände des Fundes werden in einem der wichtigsten schriftlichen Werke aus den Anfängen der Stadt, im Buch „Sarepta oder Bergpostill“ (1562) von Johannes Mathesius (1504–1565) ausführlich dargestellt. Der Eingang zum Stollen war bis zum Ende des 18. Jahrhunderts zugänglich, irgendwann im 19. Jahrhundert wurde er zugemauert und verschwand schließlich unter Geröll. Im Jahr 1921 wurde er beim Graben im Gelände wiederentdeckt. Der Stollen ist derzeit nicht zugänglich. Der Eingang ist wahrscheinlich mit Beton verschlossen. | 42101/4-864 Info Katalog  | weitere Bilder                      |
| Jáchymov, Mincovní 681 (Standort)                                                                              | Evangelische Kirche mit Pfarrhaus (Evangelický kostel s farou)                                | Evangelische Neo-Renaissance-Kirche mit angebautem Pfarrhaus aus dem Jahr 1904 nach einem Entwurf des Architekten Paul Langer aus Leipzig. Eine einschiffige Kirche mit dreieckigem Ende, über der sich ein achteckiger Glockenturm erhebt. | 104875 Info Katalog       | weitere Bilder                      |
| Jáchymov, Jánský vrch, Johannesberg am Nordhang des Tals, oberhalb der Stadt (Standort)                        | Nepomuk-Kapelle (Kaple svatého Jana Nepomuckého)                                              | Hochbarocker Zentralbau der der Kapelle des hl. Johannes von Nepomuk, wurde 1734 von Johann Jacob und Marie Sophie Vogelhaupt erbaut. Nach 1945 verfiel die Kapelle, wurde aber im Jahr 2013 einer kompletten Renovierung unterzogen. Ein kurzer rechteckiger Raum mit einem quadratischen nördlichen Vorraum und einem südlichen polygonalen Chor, besitzt Sattel- und Walmdächer, eine polygonale Laterne über dem Schiff sowie ein Andachtsbild über dem Vorraum blieben erhalten. | 40016/4-834 Info Katalog  | weitere Bilder                      |
| Jáchymov, Bělohorská (Standort)                                                                                | Allerheiligenkirche (Spitalskirche) mit Friedhof (Špitální kostel Všech svatých se hřbitovem) | Allerheiligen-Spitalskirche, mit Kalvarienberg, Tor, Umfassungsmauer und Friedhof. Die Kirche wurde 1520 im Stil der frühen Renaissance erbaut und ist das älteste Fachwerk-Sakralgebäude im westlichen Erzgebirge. Die einschiffige Fachwerkkirche ohne Ost-West-Ausrichtung besitzt ein dreieckiges Presbyterium und ist von einem steilen Schindeldach und mit einem achteckigen Glockenturm aus Holz mit einer glockenförmigen Kuppel bedeckt. | 23177/4-833 Info Katalog  | weitere Bilder                      |
| Jáchymov, T. G. Masaryka 413 (Standort)                                                                        | Kurhaus Radium Palace (Palác Radium)                                                          | Kurhaus Radium Palace. Erbaut zwischen 1910 und 1912 nach den Plänen des Wiener Architekten Gustav Flesch-Brunningen und des Baumeisters Burian im Stil der Belle Epoque. Im Jahr 1929 wurden weitläufige Terrassen mit Balustraden, Arkaden und kleinen Skulpturen im Stil des Neobarock errichtet. Zum Komplex gehören: - Kurhaus Radium Palace - Terrassen und Balustraden mit Skulpturen, Treppen, Brunnen, dekorativen Vasen - Verbindungsgang - Treppenanlage | 10255/4-4928 Info Katalog | weitere Bilder                      |
| Jáchymov, přes Jáchymovský potok (Standort)                                                                    | Drei Steinbrücken über den Joachimsthaler Bach                                                | Straßenbrücken: Drei Steinbrücken über den Joachimsthaler Bach, errichtet an der Strecke der ehemaligen Kaiserstraße von Karlsbad nach St. Joachimsthal, südlich vom Ort in der Nähe einer Mühle. Nach den Überschwemmungen im August 2002 stürzte ein Teil der Stützmauer und des Gewölbes ein. Die Stützmauer wurde im Jahr 2003 erneuert und die Brücken repariert. - Brücke I bei Karlovarská - Brücke II bei Karlovarská - Brücke III, T. G. Masaryk, in der Nähe von Karlovarská | 101584 Info Katalog       | weitere Bilder                      |
| Jáchymov, an der Landstraße I/25 von Joachimsthal nach Gottesgab (tř. Čs. armády, ul. Na Svornosti) (Standort) | Stollen Leithund                                                                              | Stollen „Leithund“ – Rest des Mundlochs des ummauerten Stollens Leithund, bestehend aus Schieferplatten, der größte Teil liegt unterirdisch. | 104952 Info Katalog       | weitere Bilder                      |
| Jáchymov, Hradiště 53, im nordwestlichen Bereich der Stadt, an der Landstraße (Standort)                       | Burg Freudenstein                                                                             | Burg Freudenstein (Schlickburg der Grafen Schlick, Ruinen und archäologische Spuren, einschl. des erhaltenen Schlickturms und Pulverturms (Prachárna), erbaut um 1520 vom Baumeister Johann Münnich, urspr. ein Wohnschloss-Komplex mit Wirtschaftsgebäuden und Observatorium.) Im Jahr 1525 wurde es von rebellischen Bergleuten geplündert, 1634 brannte es vollständig nieder. | 30170/4-858 Info Katalog  | weitere Bilder                      |
| Jáchymov, vrchol hory Klínovec, Jáchymov čp. 1016 (Standort)                                                   | Berghotel Keilberg (Horský hotel Klínovec)                                                    | Berghotel Keilberg, bestehend aus dem Hauptgebäude, Hotelflügel, Jubiläumshalle und Verbindungskorridor sowie Aussichtsturm auf dem Keilberg (1244 m). Der Aussichtsturm wurde 1883–1884 vom Kaadener Baumeister Josef Peter erbaut. Es gab von Anfang an ein Gästezimmer im Erdgeschoss. In späteren Jahren wurde das Gebäude schrittweise erweitert und Ende der 1920er Jahre zu einem Berghotel ausgebaut. | 29322/4-4765 Info Katalog | weitere Bilder                      |

## Nové Město (Neustadt)
| Lage                                                       | Objekt | Beschreibung | ÚSKP-Nr.            | Bild           |
| ---------------------------------------------------------- | --- | --- | ------------------- | -------------- |
| Nové Město, großer Bereich im Ortsteil Neustadt (Standort) | Bergwerk – Abraumhalden und Pingen am Stollen „Schweitzer“ (Rudný důl – odvaly a pinky na žíle Schweizer) | Bergwerk – Abraumhalden und Pingen am Stollen Schweitzer (Schweitzer-Pinge), ein typisches Beispiel für die Abraum-Aufschüttung infolge der Bergbautätigkeiten seit Beginn des Bergbaus in St. Joachimsthal, d. h. ab der ersten Hälfte des 16. Jahrhunderts, als der Bergbau auf kleine Stollen und flache Gruben beschränkt war. | 104926 Info Katalog | weitere Bilder |
| Nové Město, Eliášské údolí (Standort)                      | Bergbaurevier im Elias-Tal (Rudný revír Eliášské údolí) Důl Eliáš (Jáchymov)                              | Das Bergbaurevier im Elias-Tal gehört zur Montanregion Erzgebirge. Im Elias-Tal sind montane Kulturdenkmale aus dem 16. Jahrhundert sowie solche aus der Zeit des Erzabbaus im 19. Jahrhundert erhalten geblieben, insbesondere die Überreste des Uranerz-Bergbaus vom Ende der 1940er bis in die 1960er Jahre. In diesem Gebiet (von Bergleuten als unterer Niklasberg bezeichnet) wurden kurz nach der Gründung von St. Joachimsthal einige wichtige Erzadern (Morgen- und Mitternachtsadern) mit Silber-, Kobalt- und Wismut-Erzen entdeckt. Die Gründung der Grube Einigkeit erfolgte im Jahr 1530 und diente dem Silberbergbau, später wurden Kobalt, Arsen und letztlich Uran (im Důl Svornost) gefördert. Im 18. Jahrhundert wurde eine Teufe von 292 Metern erreicht. Mehrere wichtige Stollen wurden im Elias-Tal gegraben, später auch die Grube Elias, die bis zum 19. Jahrhundert zu den Hauptschächten des Joachimsthaler Reviers gehörte. Auf dem Hügel in Richtung Neustadt arbeiteten auch zahlreiche Schächte, von denen der wichtigste der Rudolfschacht war. Nach dem Zweiten Weltkrieg wurde das Elias-Tal zu einem der Zentren für den Abbau und die Verarbeitung von Uranerz. Der Eduard-Schacht begann oberhalb vom Heinz-Teich in der Nähe der ehemaligen Elias-Grube zu arbeiten, der Jiřina-Schacht wurde eröffnet und höher am Hang in der Nähe der Rovnost-Grube, der Schacht Nr. 14. Mit Ausnahme von Schacht 14 wurden an allen Hauptschächten Sträflingsarbeitslager eingerichtet. | 106314 Info Katalog | weitere Bilder |